# Netznachbildung

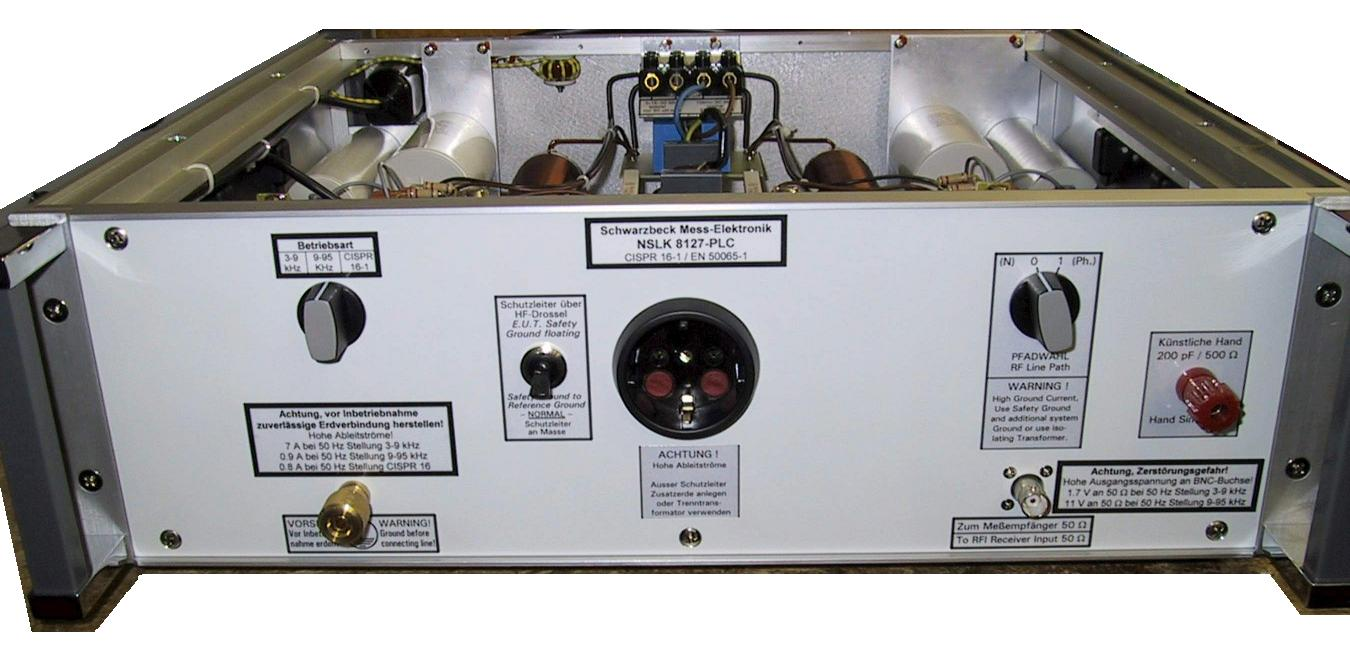
Netznachbildung, wie sie im Prüfbetrieb verwendet wird

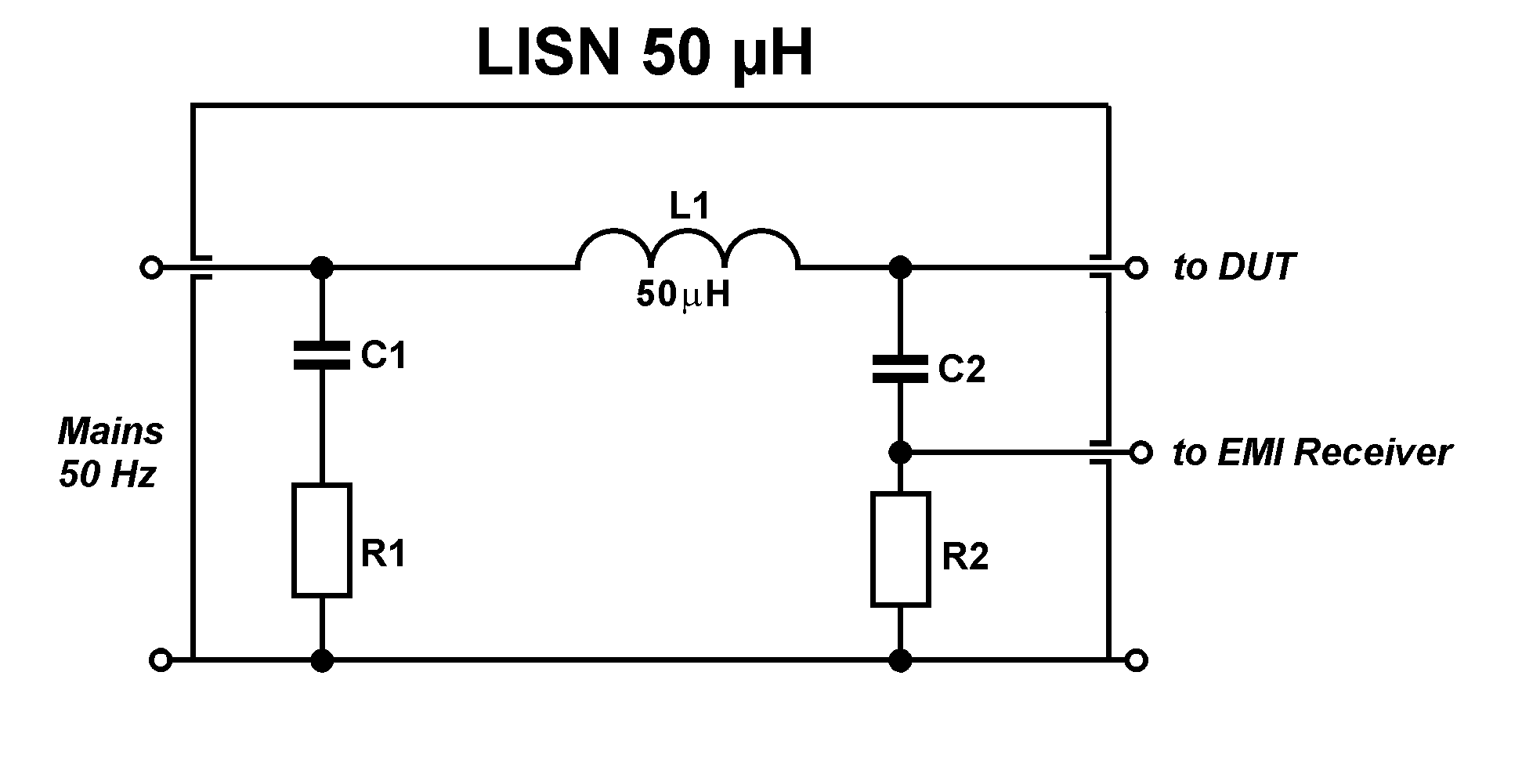
Elektrische Schaltung einer LISN

Eine Netznachbildung, auch als Leitungsimpedanzstabilisierungsnetzwerk und englisch Line Impedance Stabilization Network, abgekürzt LISN oder auch als künstliches Netz, englisch Artificial Mains Network abgekürzt AMN, ist eine im Rahmen von EMV-Prüfungen bei leitungsgebundenen und abgestrahlten Hochfrequenzemissions- und Störfestigkeitsprüfungen eingesetzte Vorrichtung, welche in die Versorgungsleitungen des Prüflings eingefügt wird, um so eine definierte Netzimpedanz für den Prüfling zu gewährleisten. Ohne LISN ist im Allgemeinen die Netzimpedanz der Stromversorgung nicht bekannt oder unterliegt Veränderungen. EMV-Prüfungen erfordern bei den Messungen unter anderem eine definierte und wiederholbare Netzimpedanz.
Je nach Messung und Anwendung unterscheiden sich die eingesetzten Typen. Verschiedenartige LISNs sind verfügbar für Versorgungen aus dem öffentlichen Niederspannungsnetz, für Bordnetze (z. B. in einem Kfz oder Flugzeug) oder auch für Telekommunikationsnetze. Bei einer EMV-Prüfung wird als ein Teil einer Gesamtprüfung mit einer Netznachbildung festgestellt, welche Störspannungen das zu prüfende Gerät an das Versorgungsnetz abgibt. 
Zur Messung erfolgt an der LSIN die Auskopplung der Störspannung, die der den Prüfling speisenden Netzspannung überlagert ist. Die Analyse erfolgt an speziellen Messempfängern oder Spektrumanalysatoren. Liegen die Störspannungen über den zulässigen Grenzwerten, so muss der Prüfling funkentstört werden.

## Besonderheiten
Da es sehr viele unterschiedliche Versorgungsnetze gibt, ist die Variantenvielfalt unter den Netznachbildungen entsprechend groß.
Der typische Frequenzbereich für die Messung der Funkstörspannung liegt zwischen 9 kHz und 30 MHz für Niederspannungs- und Telekommunikationsnetze und zwischen 150 kHz und 108 MHz für Bordnetze, z. B. in Kraftfahrzeugen. In den anschließenden höheren Frequenzbereichen wird meist die feldgebundene Störaussendung mit Antennen gemessen.
Einige Netznachbildungen sind mit einer Luftspule ausgestattet, die das vorgeschaltete Netzwerk (nach entsprechender Norm) und deren potenzielle Leitungslänge simulieren soll. Aufgrund der in der LISN verbauten relativ hohen Kapazitäten gegen Erde (PE), fließen bei Anschluss an das Netz hohe Ableitströme, die das Auslösen eines vorgeschaltenen FI-Schutzschalters bewirken können. 
Nicht zu verwechseln ist die Netznachbildung mit Koppel-/Entkoppelnetzwerken (englisch Coupling Decoupling Network, abgekürztCDN) zur leitungsgebundenen Einkopplung von schmalbandigen hochfrequenten Störungen auf den Prüfling. 

## Normen
Die Spezifikationen, nach denen Netznachbildungen aufgebaut sein müssen, sind in diversen Normen und Spezifikationen festgelegt, u. a.:
- CISPR 16-1-2: Specification for radio disturbance and immunity measuring apparatus and methods – Part 1-2: Radio disturbance and immunity measuring apparatus – Coupling devices for conducted disturbance measurements
- EN 55016-1-2: Anforderungen an Geräte und Einrichtungen sowie Festlegung der Verfahren zur Messung der hochfrequenten Störaussendung (Funkstörungen) und Störfestigkeit (identisch mit der Internationalen CISPR 16-1-2)
- VDE 0876-16-1-2: Umsetzung der EN 55016-1-2 in eine DIN-Norm